# فيليبو يوفارا

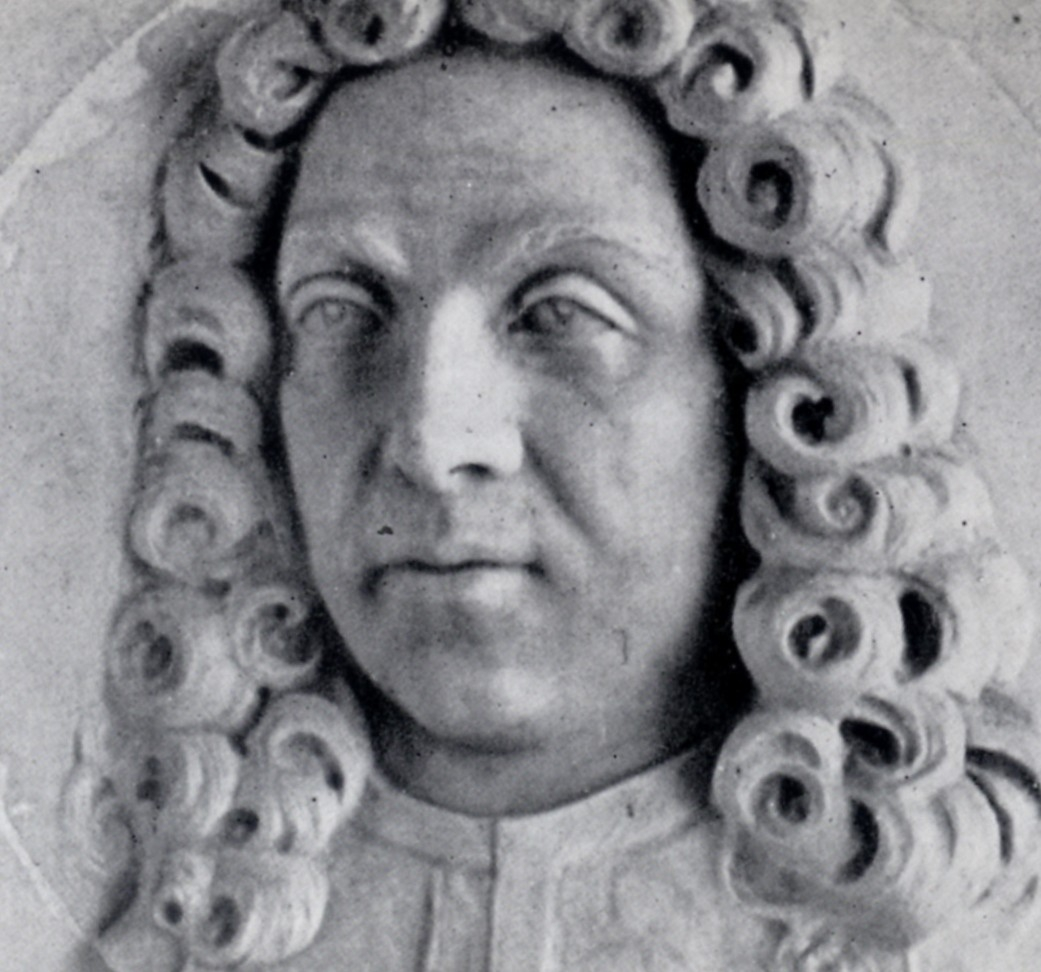
تمثال ليوفارا

فيليبو يوفارا (بالإيطالية: Filippo Juvarra)، هو معماري إيطالي. ولد في 7 مارس 1678، وتوفي في 31 يناير 1736. لا تزال العديد من آثار يوفارا قائمة حتى الآن، مثل القصر الملكي في تورينو وقصر مدريد الملكي.

## معرض صور

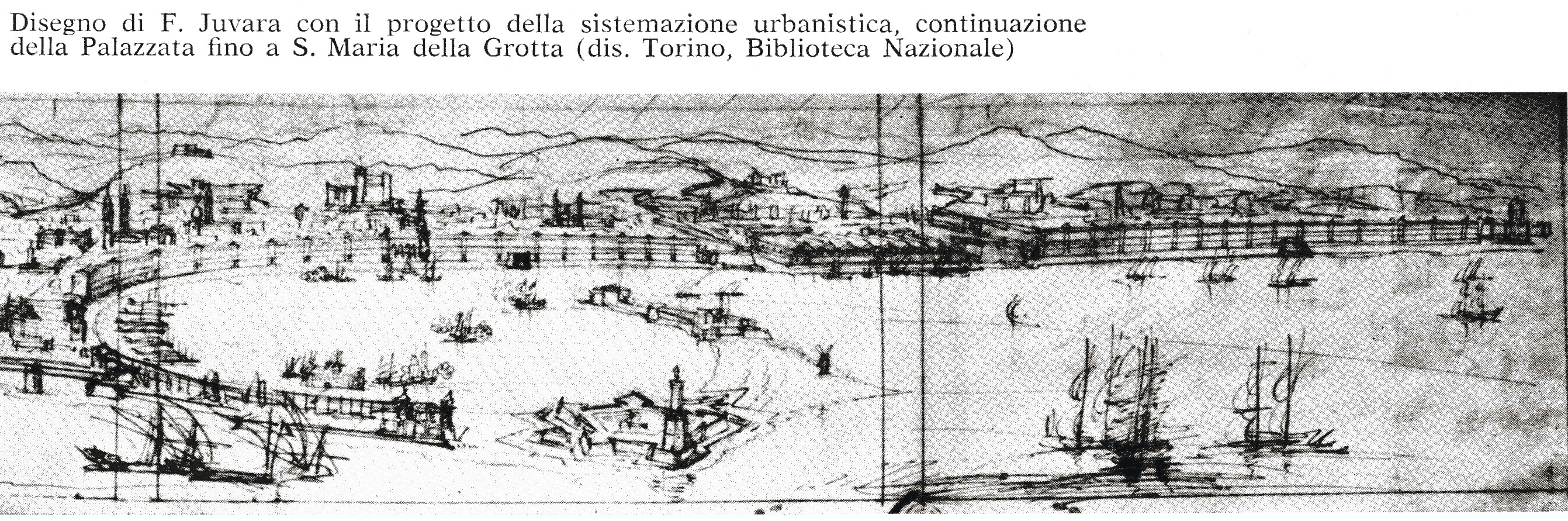
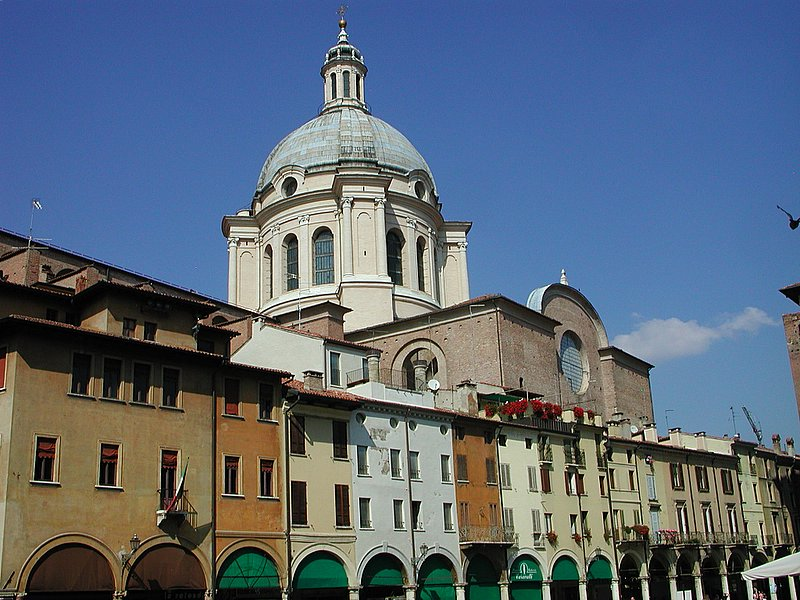
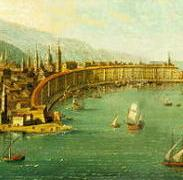
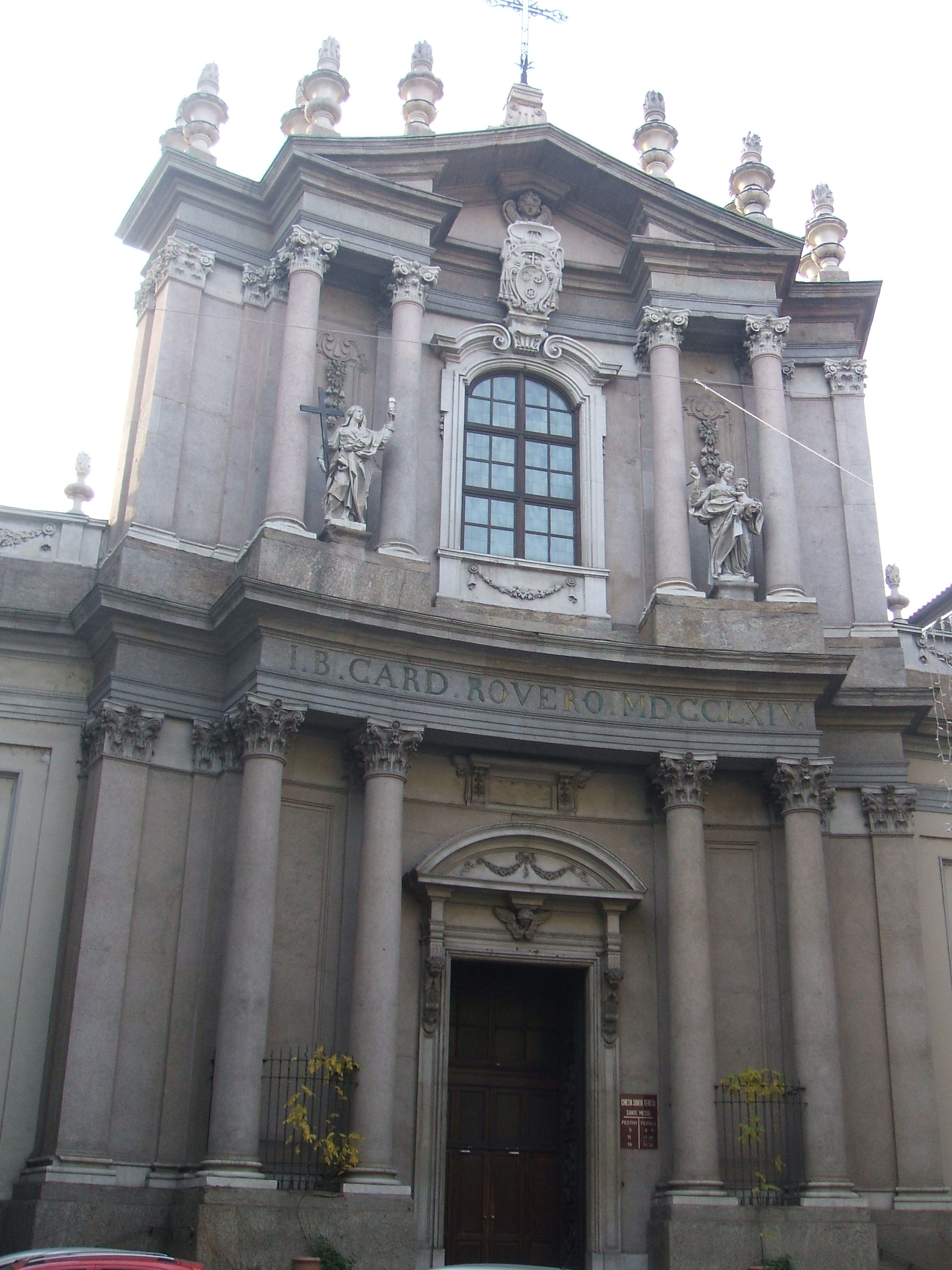

## روابط خارجية
- فيليبو يوفارا على موقع الموسوعة البريطانية (الإنجليزية)